# Tabanus incultus
Tabanus incultus är en tvåvingeart som beskrevs av Wulp 1881. Tabanus incultus ingår i släktet Tabanus och familjen bromsar. Inga underarter finns listade i Catalogue of Life.